# Vocal mitjana anterior arrodonida
La vocal mitjana anterior arrodonida és un tipus de so vocàlic utilitzat en algunes llengües. L'Alfabet Fonètic Internacional no disposa de cap símbol específic per a la representació d'aquesta vocal, articulada a mig camí entre la semitancada [ø] i la semioberta [œ] (el motiu és que no hi ha cap llengua coneguda que contrasti aquests tres sons). Generalment s'utilitza ‹ø›, i si cal precisió pot indicar-se amb diacrítics (o bé amb el diacrític d'abaixada [ø̞] o bé el de pujada [œ̝]).
Aquesta vocal es dona en molt poques llengües, com l'hongarès, el turc o el finès. Igualment pot ocorre en anglès neozelandès com una variant de /ə/ o /ɜ/, tot i que l'articulació és quelcom centralitzada.
En català estàndard no existeix aquest so, no obstant això es dona en català septentrional (per influència francesa i occitana). Habitualment sol aparèixer com una variant de ‹e› o com al·lòfon de ‹u› davant de consonants palatals.

## Característiques
- L'altura vocàlica és mitjana, això significa que la llengua es col·loca entre una vocal semitancada i una vocal semioberta.
- La posteriotat vocàlica és anterior, això vol dir que la llengua es col·loca el més cap endavant possible sense arribar a crear una constricció que faria considerar-la una consonant.
- L'arrodoniment vocàlic és comprimit, és a dir s'articula amb els llavis premuts cap enfora.

### Ocorre en
| Llengua  | Llengua              | Mot    | AFI      | Significat     | Notes                                                                                              |
| -------- | -------------------- | ------ | -------- | -------------- | -------------------------------------------------------------------------------------------------- |
| Anglès   | Nova Zelanda         | bird   | [bø̞̈ːd]   | 'ocell'        | Centralitzada; pot ser semioberta. Vegeu la fonologia de l'ànglès                                  |
| Català   | Català septentrional | fulles | [ˈfø̞jəs] | 'fulles'       | Es pot trobar en manlleus i interferències de l'occità i el francès. Vegeu la fonologia del català |
| Finès    | Finès                | rölli  | [rø̞lːi]  | 'gespa comuna' | Vegeu la fonologia del finès                                                                       |
| Hongarès | Hongarès             | öl     | [ø̞l]     | 'matar'        | Vegeu la fonologia de l'hongarès                                                                   |
| Turc     | Turc                 | göz    | [ɟø̞z]    | 'ull'          | Vegeu la fonologia del turc                                                                        |